# XXVI Liceum Ogólnokształcące im. Krzysztofa Kamila Baczyńskiego w Łodzi
XXVI Liceum Ogólnokształcące im. K.K. Baczyńskiego w Łodzi – łódzkie liceum ogólnokształcące mieszczące się przy ulicy Wileńskiej 22A. Liceum zajmuje 9 miejsce w rankingu szkół ponadpodstawowych w województwie łódzkim.

## Historia
Dnia 15 listopada 1947 roku wmurowano kamień węgielny i zapowiedziano powstanie szkoły w ciągu 2 lat. Szkoła została otwarta 25 września 1949 roku. Na uroczystości otwarcia pojawił się szef rządu Józef Cyrankiewicz. Otwarcie szkoły było ważnym elementem propagandowym. Szkoła otrzymała nazwę VI Szkoły Towarzystwa Przyjaciół Dzieci Stopnia Podstawowego i Licealnego. Pierwszym dyrektorem został Wacław Lipiński. W szkole uczyło się 714 uczniów, nauczało 12 nauczycieli.
Wraz z przejęciem stanowiska przez Antoniego Wojteckiego nastąpił rozpad dotychczasowej szkoły na VI Szkołę Stopnia Podstawowego i Licealnego im. Małgorzaty Fornalskiej oraz Szkołę Podstawową nr 4, której dyrektorem została p. Lewińska. Rozdzielenie szkół okazało się być błędem, który przyniósł między kierownictwem wiele napięć i nieporozumień. Dlatego też w 1954 roku nastąpiło scalenie obu szkół i tak powstała VI Szkoła Towarzystwa Przyjaciół Dzieci im. M. Fornalskiej. W szkole uczyło się 1800 uczniów, nad którymi pieczę sprawowało 45 nauczycieli.
W sierpniu 1957 roku Kuratorium Okręgu Szkolnego Miasta Łodzi wydało decyzję o przekształceniu szkoły w 2 odrębne placówki: XXVI LO im. M. Fornalskiej i SP nr 6 im. M. Fornalskiej. W 1961 roku dyrektorem został mgr Henryk Konarzewski. Za jego czasów szkoła zyskała rozgłos i prestiż.
W 1978 r. dyrektorem szkoły została absolwentka szkoły z 1958 r. mgr Danuta Falak. W trakcie kadencji dyrektor Danuty Falak szkoła przystąpiła do Towarzystwa Szkół Twórczych. Na początku lat 90. pojawiła się możliwość tworzenia własnych programów autorskich. Rada Pedagogiczna odpowiedziała na apel dyrektor Falak i w szkole powstały nowe klasy z autorskimi programami: kulturoznawczymi, edukacji menedżerskiej, językowo-prawnym, cywilizacji europejskiej i kultury romańskiej, intensywnej nauki języka angielskiego, matematyczno-informatycznym, zintegrowanym programem biologii i chemii, z programem kultury fizycznej. XXVI LO jako pierwsze w Łodzi zainicjowało tworzenie i wprowadzanie programów autorskich.
20 marca 1990 r. – na podstawie Zarządzenia nr 35 Ministra Edukacji Narodowej – Kuratorium Oświaty w Łodzi wyraziło zgodę na zaniechanie używania w nazwie XXVI LO imienia Małgorzaty Fornalskiej. Odtąd oficjalna nazwa szkoły brzmiała XXVI Liceum Ogólnokształcące w Łodzi. Wybory nowego patrona szkoły odbyły się 14 marca 1996 r. Został nim poeta Krzysztof Kamil Baczyński.
W 2005 r. dyrektorem szkoły została Małgorzata Wiśniewska. W czasie kadencji dyrektor Małgorzaty Wiśniewskiej szkoła przeszła modernizację, rozwój nowych form aktywności takich jak: Festiwal Ekspresji Twórców Amatorów „FETA”, działalność szkolnego klubu wolontariatu.
Od początku funkcjonowania szkoły ukończyło ją kilkanaście tysięcy absolwentów.

Pod koniec stycznia 2024 ówczesna dyrektor szkoły Małgorzata Wiśniewska przeszła na emeryturę, po 19 latach pełnienia funkcji dyrektora. Nowym dyrektorem od roku szkolnego 2024/2025 została polonistka Magdalena Dudkiewicz. 

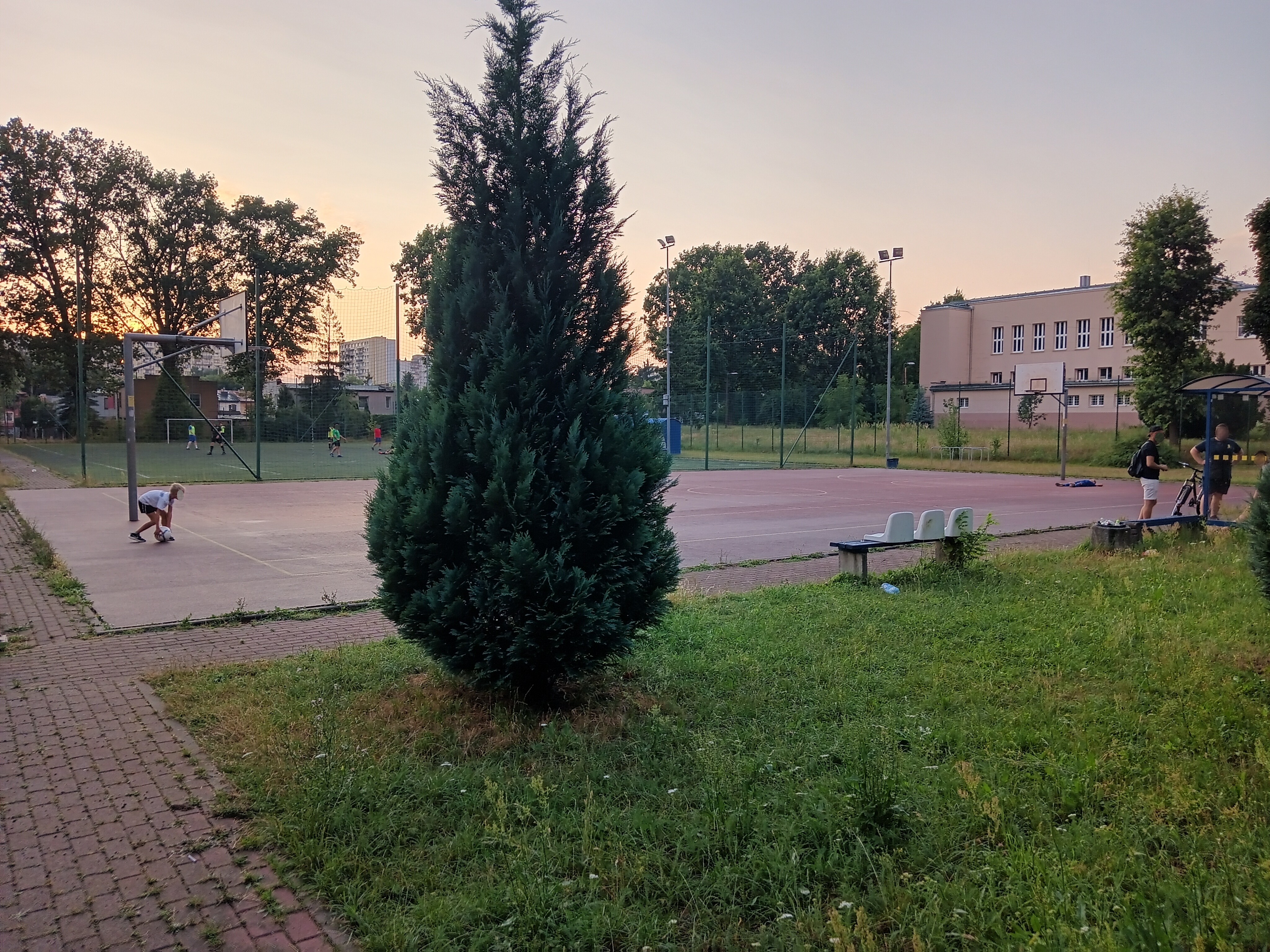
Boiska licealne

## Tradycje i zwyczaje szkoły, aktywności uczniów
- Tradycją szkoły jest organizowanie studniówki w jej murach, co jest bardzo rzadką praktyką wśród łódzkich szkół średnich[8].
- Wyprodukowana niegdyś przez uczniów reklama szkoły, w ramach zadania na przedsiębiorczość, z uwagi na niecodzienny koncept odbiła się szerokim echem w łódzkich mediach regionalnych zyskując dużą popularność[9].

## Dyrektorzy

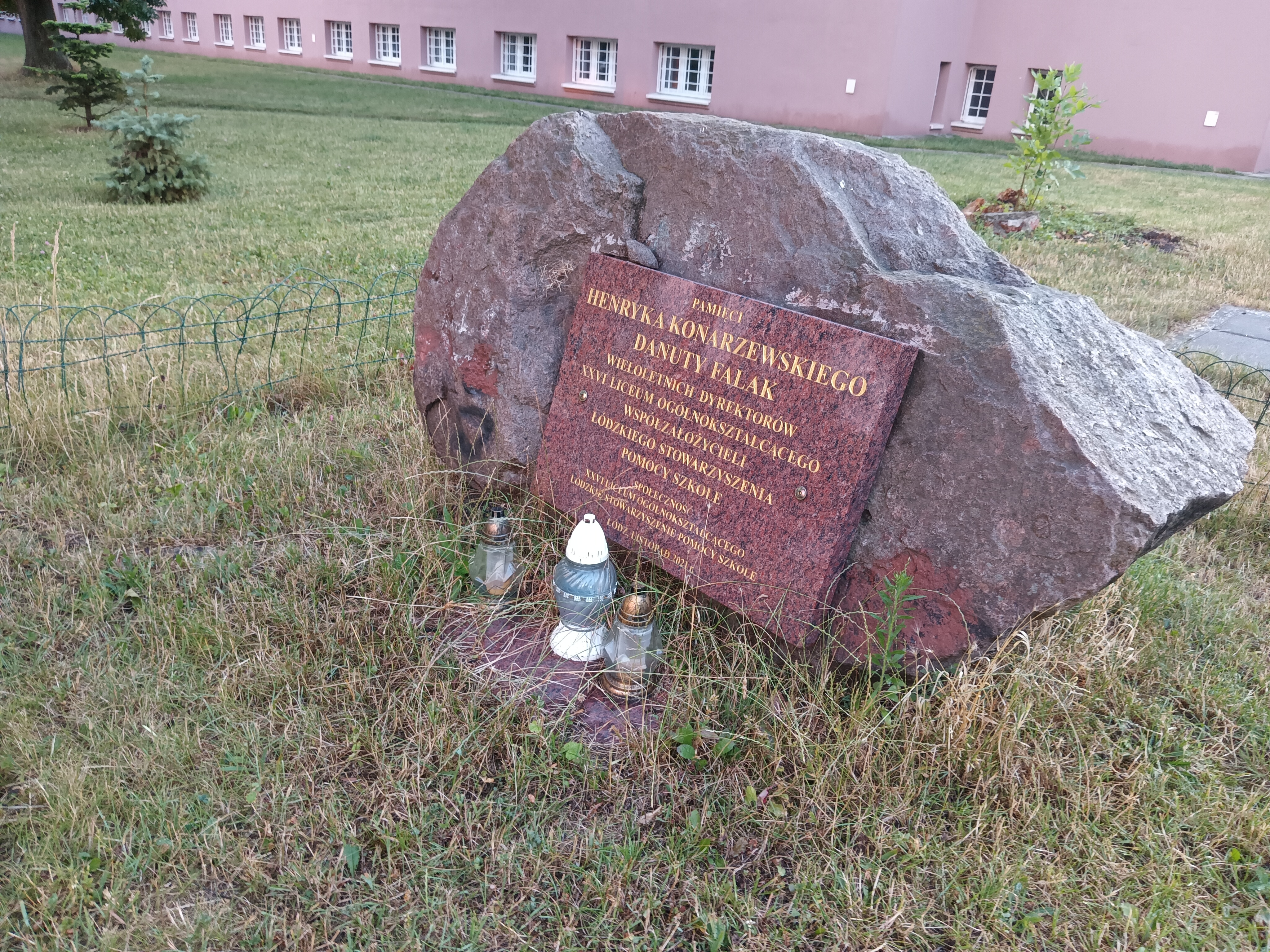
Tablica upamiętniająca dyrektorów Henryka Konarzewskiego i Danutę Falak, skwer przed liceum

- 1949–1952: Wacław Lipiński
- 1952–1961: Antoni Wojtecki
- 1961–1978: Henryk Konarzewski
- 1978–2005: Danuta Falak
- 2005-2024: Małgorzata Wiśniewska
- 2024- : Magdalena Dudkiewicz

## Znani absolwenci
- Piotr Bałczewski
- Jolanta Bartczak
- Piotr Biliński
- Jacek Grudzień
- Maciej Kokoszko
- Witold Kopeć
- Włodzimierz Nykiel
- Leszek Orlewicz
- Ewa Ośniecka-Tamecka
- Magdalena Rutkiewicz-Luterek[10]
- Krystyna Tolewska
- Artur Partyka
- Maciej Pawłowski
- Paweł Samecki
- Monika Stanisławska-Pitoń[11]
- Witold Sułkowski
- Borys Szyc
- Agnieszka Więdłocha
- Hanna Zdanowska
- Marzanna Zielińska
- Jan J. Zienkiewicz[12]
- Katarzyna Krzywańska[13]